# Tolcayuca
Tolcayuca è un comune del Messico, situato nello stato di Hidalgo.